# 黄衍
黄衍（1955年—2022年10月18日），英国、新西兰语言学家，浙江宁波人。前英国雷丁大学语言学系主任，曾任新西兰奥克兰大学语言学系主任。

## 生平
1955年，生于山东青岛一个原本传统的书香家庭。海派女作家的代表人物苏青即是其姨妈。
1964年随家迁居江苏省丹阳市云阳镇。先后就读于丹阳城西小学、丹阳一中（现江苏省丹阳高级中学）、丹阳二中（后改名丹阳市高级中学、吕叔湘中学）。1973年高中毕业，受“知识青年到农村去”政策影响到农村工作。
1977年中国大陆高等学校招生统一考试恢复，以全省高考总分第二名的成绩考入南京大学外文系，1982年获文学士学位，同年师从吕天石教授攻读英语语言学，1984年毕业获硕士学位。在南大期间，完成《英语常用短语用法辨析》专著，经国际转换-生成语言学会主席吕姆斯克教授推荐成为会员。
1984年11月，作为中华人民共和国第一位获得英国剑桥大学全额奖学金及海外研究生奖学金的留学生，赴剑桥三一学院攻读博士学位，师从莱佛逊教授；其指代现象的语用分析的博士论文获得称许，全体主考官一致同意无需答辩即获顺利通过。1987年12月当选剑桥大学邱吉尔学院院士。1993年获牛津大学哲学博士学位。先后在剑桥大学、牛津大学、雷丁大学（University of Reading）讲授语言学。2005年至2010年，任雷丁大学语言学系主任。2010年至去世前，担任新西兰奥克兰大学语言学系主任。

## 学术
黄衍提出并系统发展了包括指代的新格赖斯语用学理论，又被称为“黄衍理论”，被广泛应用到诸多语言的研究中。

## 荣誉
- 1987年12月，当选劍橋大學邱吉爾學院院士。
- 1990年，第三届国际语用学大会上，当选为“语言与语用学”国际会议主席。
- 1995年，获英国学术院学术奖。
- 2003年，获英国艺术和人文研究委员会研究奖。

## 著作
- 《英语常用短语用法辨析》
- 《指代的句法学和语用学》（英文）
- 《Anaphora:a Cross-linguistic Study》（《指代：一项涉及多种语言的研究》）